# Asombro Extremo
Asombro Extremo (fundada en 2009 por los empresarios Marcos Amadeo y Julián Ávila) es una empresa estadounidense de tecnología. Se caracteriza por desarrollar campañas digitales personalizadas mediante plataformas interactivas. Utiliza llamadas telefónicas, mensajes de texto, o interacciones vía redes sociales que muchas veces emulan una conversación en tiempo real.
El sello distintivo de la agencia es el asombro, ya que logran experiencias distintivas combinando videos personalizados con inteligencia Artificial, Machine Learning, Deep Learning  y Voice Synthesis. Asombro Extremo ha desarrollado numerosas campañas para compañías como Coca-cola, Netflix, Samsung, Sony Music, Banco Santander, Iberia, El Corte Inglés, Mercedes Benz, Banco Azteca , American Express y  Real Madrid,  entre muchas otras.  A su vez, ha trabajado con numerosos artistas de renombre internacional entre los que figuran: Thalia, Carlos Vives, Sebastían Yatra y Camilo, entre otros.
La firma ganó reconocimiento internacional en 2014 tras la repercusión de la campaña “El llamado de Papá Noel” para Coca-cola, en la que a través de una plataforma web, ofrecían la posibilidad de mostrar a los niños un video personalizado en el cual Papá Noel los saludaba por su nombre y realizaba una llamada telefónica, pudiendo luego escucharse a través del teléfono. La campaña tuvo repercusión, logrando 4.5 millones de llamados en una semana y la obtención de 35 premios en concursos internacionales de Publicidad.
En el 2017 realizó otra campaña con formato similar para Sony Latinoamérica, promocionando la canción "Robarte un beso" de Carlos Vives. En esta ocasión, ingresando un nombre y teléfono en la plataforma web, los usuarios podían ver al músico saludándolos por el nombre ingresado, luego lo veían llamar por teléfono y recibían la llamada además de una foto autografiada por mensaje de texto. El sencillo tuvo 20 millones de visitas en su primera semana y la campaña también recibió reconocimientos de diversas organizaciones.

## Historia

### Inicios en el ilusionismo
Marcos Amadeo y Julián Ávila comenzaron su carrera profesional como ilusionistas. En el año 2001 se conocieron en Plaza Serrano donde hacían magia por propinas. Pronto conformaron un dúo artístico y una sociedad llamada WOW! a la que luego se unió Juan Pablo Cecchi. En ese período desarrollaron un estilo de ilusionismo basado en la implementación de tecnología y una estética ligada a la de los conjuntos musicales de rock.
En el 2006 el conjunto realizó una serie de videos para Metrovías, filmados y luego reproducidos en las estaciones de subterráneo de la ciudad de Buenos Aires para entretenimiento de los usuarios. Llevaron a cabo la misma propuesta para otras empresas de transporte, lo cual les significó gran difusión.
Un año más tarde fueron seleccionados para IncuBA, un programa de asistencia técnica para emprendedores del Centro Metropolitano de Diseño, a cargo del Gobierno de la Ciudad de Buenos Aires.
En 2009 el grupo WOW! se separó. Marcos y Julián formaron Asombro Extremo.
Durante el 2012, ya como Asombro extremo, realizaron una gira por varios países de Latinoamérica y, un año más tarde, la International Magicians Society´s (IMS) les otorgó el premio Merlín Magic Award en la categoría Mejor Show. Tony Hassini, presidente de la IMS, realizó la entrega durante la presentación de Asombro Extremo en el Teatro Metropólitan de México, un show realizado como parte de una serie de presentaciones por los 70 años del teatro.

### Viraje a la publicidad digital
En el 2014 Asombro Extremo ideó una campaña publicitaria de temática navideña denominada "El llamado de papá Noel". Tras lograr el contacto con la empresa la idea fue ofrecida a Coca-Cola. Los encargados de marketing en Argentina aceptaron la propuesta a pesar de que ya contaban con una campaña navideña para ese año. Se les comunicó que si lograban diez mil visualizaciones en diez días la campaña se consideraría exitosa. No obstante, la campaña se volvió viral superando los cuatro millones de llamados en una semana. Dado su éxito, fue extendida a otros países de Latinoamérica como Bolivia, Chile, Paraguay y Uruguay, y volvió a realizarse cada Navidad hasta 2019.
En el 2015 la campaña recibió de Editorial Dossier el premio Lápiz de Platino de Marketing Directo e Interactivo.
En 2017 Sony Latinoamérica encargó a Asombro Extremo la campaña para el sencillo Robarte un beso de Carlos Vives. Continuando con el formato personalizado e interactivo, diseñaron un vídeo en el que el músico saludaba por su nombre a su fan y lo llamaba por teléfono para agradecerle por su apoyo además de enviar una foto autografiada por SMS. Para ello grabaron más de 700 nombres durante la filmación. 
En sólo 12 horas más de 204.000 personas de 83 países recibieron el llamado. El video generó más de 20 millones de visitas en la primera semana. La campaña fue premiada con el Mobile Marketing Award como la campaña móvil más efectiva del año en 2017.
En 2018 desarrollaron otra publicidad interactiva para Samsung Argentina denominada "El plan perfecto". La campaña, dirigida a promocionar la venta de televisores, fue protagonizada por Pedro Alonso en su papel de Berlín, el personaje de la serie La Casa de Papel de Netflix.
En la actualidad, Asombro Extremo emplea a más de 40 personas y posee oficinas en Estados Unidos, México, Argentina y España.
Ese mismo año realizaron  una exitosa campaña junto a Sony Music México para el lanzamiento de  “30 de febrero”, el quinto álbum de estudio de Ha*Ash.  En esta experiencia, mediante un video personalizado, el dúo estadounidense saludó por su nombre a miles de fans. Esta acción se llevó a cabo en : México, Argentina, Perú, Chile, Estados Unidos, Colombia, Ecuador, España,  Costa Rica y Venezuela. Llegando así a más de veintitrés mil usuarios.
En los meses previos al Mundial de Rusia 2018, Asombro Extremo desarrolló diferentes acciones vinculadas al evento. Entre ellas una campaña  junto a Chubb y  el exjugador de la selección Argentina de fútbol, Gabriel Batistuta. Durante la experiencia, el astro sorprendió con un video personalizado para los apasionados del fútbol. Más de seiscientas mil  personas dejaron sus datos y conocieron algo más acerca de la aseguradora.
Otra campaña realizada en el marco del Mundial fue para Sprint USA,  en la que Asombro Extremo contó con la participación del ídolo del fútbol Carlos Valderrama. “El Pibe” le pedía a los jefes que les permitieran a sus empleados ver el partido de su selección en el horario de trabajo.  Asimismo, junto a la compañía telefónica de la República del Uruguay Antel  y el jugador de la selección uruguaya Luis Suárez realizó una acción en la cual el jugador saludaba a sus fans y los invitaba a alentar a la selección. Otras campañas destacables fueron la realizadas para Sancor Seguros Argentina con la participación de Sergio Goycochea y para la realizada para ESPN junto a Enrique Wolff.
En 2019  Asombro Extremo continuó realizando campañas vinculadas al deporte y  desarrolló para Movistar “La Convocatoria de Keylor”. En esta campaña el arquero costarricense brindaba a sus fans un saludo personalizado y una foto con dedicatoria. La campaña alcanzó a más de un millón de personas.  Durante este año, Asombro Extremo también llevó una campaña junto a Movistar Ecuador y el ciclista ecuatoriano Richard Carapaz.
También en 2019, Asombro Extremo inauguró  su primera oficina en Madrid desde donde realizan campañas para clientes como Telefónica de España o El Corte Inglés.
En 2020, aún en el contexto de la pandemia de COVID-19, Asombro Extremo realizó importantes campañas para  empresas como Santander o Sanofi.  Además, cabe resaltar, que durante el período más duro de la pandemia,  se llevó a cabo la campaña “El Golazo” para Pepsi Ecuador junto a  los jugadores Adrián Gabbarini y  Matías Oyola. Este mismo año desarrolló la campaña para  Sam 's Club & Nestlé para Navidad. Durante esta acción se realizaron más de un millón de experiencias en las que Papá Noel saludó por su nombre a niños de México y se incluyó intérpretes para comunicar el mensaje a través de Lengua de Señas Mexicana. A su vez, cerrando el 2020 Asombro Extremo, junto a Camilo y Sony Music, desarrolló una campaña memorable en la que el cantante logró acercar su música, de manera personalizada a todos sus fans.
En 2021, además de continuar realizando campañas para empresas como Coca-Cola o Sony, Asombro Extremo sumó nuevas propuestas. “La olla millonaria” fue una experiencia interactiva en la que acompañó a Maggi Chile  en un concurso durante el cual el animador chileno Francisco Saavedra convocaba a participar en un juego con importantes premios. El resultado final fueron 36.950 experiencias de videos personalizados que el animador cerraba enviando una foto autografiada.
También en 2021, realizó una campaña digital de Navidad para Konzum, una cadena de supermercados Croata. Por dicha acción Asombro Extremo obtuvo  el premio a la mejor campaña digital del año entregado por MIXX Awards Croatia y  el reconocimiento Engaged Community otorgado por Effie Croatia
En la actualidad, Asombro Extremo emplea a más de 40 personas y posee oficinas en Estados Unidos, México, Brasil Argentina y España.

## Distinciones
- Best Digital Campaign for Konzum Croatia Digital Campaign Issued by MIXX Awards Croatia  | abril  2022[34]

- Engaged Community for Konzum Croatia Digital Campaign Issued by Effie Croatia | abril  2022[35]
- Global Campaign of the Year Global Campaign Bronze Prize of the Year for Carlos Vives “No te vayas” Issued by American Marketing Association | Diciembre 2020
- Best Digital Strategy Content for Sony Music Campaign- Carlos Vives “No te vayas”  Issued by FIAP  | Diciembre 2021
- Digital Marketing Campaign of the Year Gold Prize  “No te Vayas - Carlos Vives” Issued by American Marketing Association | Diciembre 2020
- Best Internet and Telecom Campaign Campaign Carried out for the Soccer World Cup 2019 | EFFIE AWARD - EFFIE USA | Mayo de 2019[36]

- Recognition TOP 10 P&M Best Digital Strategy Robarte un beso (Sony Music Latin) | Top 10 P&M Magazine Colombia | febrero de 2019[37]

- 30 Promesas Forbes 2018  | Forbes Argentina | Agosto de 2018[38]
- The Webby Award Honoree Carlos Vives & Sony Music Campaign | The Webby Award - New York | abril de 2018[7]
- Most Effective Messaging Campaign Carlos Vives "Call Me" Campaign for Sony Music | Efective Mobile Marketing - London | Noviembre de 2017[8]

- Effie Gold Prize Brand Experience “Santa´s Call” for Coca Cola| Premio Effie - Effie Chile | Octubre de 2016[39]

- Lápiz de Platino 2016. | Lápiz de Platino al marketing directo e interactivo - Editorial Dossier | Mayo de 2016[18]
- 2016 Accelerator program of Venture Hive in downtown Miami|Venture HIVE accelerator class - Venture Hive | Noviembre de 2016[40]
- Premio Clarín de Plata 2015 a la CreatividadBest Mobile-category Campaign- “Santa´s Call” for Coca-Cola | Premios Clarín a la creatividad - Grupo Clarín | Diciembre de 2015
- Premio Clarín Oro a la Creatividad Best Interactive Digital Campaign- “Santa´s Call” for Coca-Cola | Premios Clarín a la creatividad - Grupo Clarín | Diciembre de 2015[41]

- XIX 2015 AMDIA Premio OroMarketing- Web sites - “Santa´s Call” for Coca-Cola.|Premios AMDIA - Asociación de Marketing Directo e Interactivo de Argentina | Diciembre de 2015
- XIX AMDIA 2015 GRAND PRIX “Santa´s Call” for Coca-Cola | Premios AMDIA - Asociación de Marketing Directo e Interactivo de Argentina | Diciembre de 2015[42]
- XVI Premio Amauta de Oro Best Internet Campaign “Santa´s Call” | Premio Amauta de Oro - Asociación Latinoamericana de Márketing Directo | Noviembre de 2015[43]
- El Ojo de la Eficacia 2015 “Santa´s call” for Coca Cola Latam | El Ojo de Iberoamérica | Octubre de 2015[44]
- El Ojo al Desempeño Local Mejor productora 2015 | El Ojo de Iberoamérica | Octubre de 2015[45]
- Premio Effie 2015 Best digital ad- “Santa´s Call” | Premio Effie - Effie Argentina | Septiembre de 2015[46]
- Lápiz de Oro 2015 Campañas 100% Digitales- “Santa´s Call” for Coca-Cola | Lápiz de Oro de Marketing Directo e Interactivo | DossierNet | Septiembre de 2015[18]
- Excelencia en Marketing - “Santa´s Call” para Coca-Cola | Premio Mercurio de Oro - Asociación Argentina de Marketing | Agosto de 2015[47]
- Mejor actuación en televisión | Premio Magia - Cometa Mágico | Noviembre de 2013[48]

- Winner of the Merlin Magic Award  Best Magicians of Latin America|  Merlin Magic Award 2013 | International Magicians Society (USA) | Mayo de 2013[16]